# Deutsche Orientalistik in der Zeit des Nationalsozialismus
Die deutsche Orientalistik in der Zeit des Nationalsozialismus war geprägt durch das Bemühen der nationalsozialistischen Politik, die außenpolitische und militärische Relevanz dieser Wissenschaftsdisziplin für ihre Ziele nutzbar zu machen. Zahlreiche führende Orientalisten engagierten sich im NS-Regime und verflochten in vielen Fällen ihre eigene Arbeit mit der NS-Ideologie. Andere hingegen wurden verfolgt oder emigrierten.

## Orientalistik und die Ideologie der Nationalsozialisten
Die deutsche Orientalistik wurde bis in die 1990er Jahre als eine Wissenschaftsdisziplin wahrgenommen, die für das Zusammenspiel von Wissenschaft, Politik und Ideologie in der NS-Zeit nur von geringem theoretischen und praktischen Nutzen war. Die Orientalistik wurde als unbelastete Disziplin gesehen und eine Aufarbeitung des Nationalsozialismus als nicht notwendig empfunden. Man erklärte dies durch die germanozentrische Ausrichtung der NS-Ideologie und Kulturpolitik. Es wurde davon ausgegangen, dass die Nationalsozialisten kein näheres Interesse an der Erforschung fremder Kulturen und somit an der Wissenschaftsdisziplin Orientalistik hatten.
Diese Annahme stellte sich als falsch heraus, denn über seinen praktischen, ökonomischen Nutzen hinaus war der Orient auch von ideellem Interesse, was sich nicht zuletzt in den Geschichtsdarstellungen und -interpretationen der Orientalisten äußerte, beispielsweise die Arbeiten der deutschen Iranisten zum Thema Arier. Die deutsche Orientalistik der Jahre 1933–1945 zeichnete sich durch einen hohen Identifikationsgrad mit dem Nationalsozialismus aus. Die Projektion nationalsozialistischer Denkmuster und Ideologien wie völkischer Nationalismus, Rassismus, Antisemitismus, Antikommunismus, Anglophobie, Frankophobie und Antiamerikanismus auf den Orient in den wissenschaftlichen Arbeiten dieser Zeit sind besondere Indikatoren hierfür.
Bis zum Kriegsbeginn unterstützte die deutsche Orientalistik mittels Institutionen, Auslandsreisen, Kongressen etc. in beratender Form die Position Deutschlands im Wettkampf der verschiedenen Staaten um den Einfluss im Nahen Osten. Während der Kriegsjahre waren Orientalisten in der NSDAP, der Ministerialbürokratie, der Wehrmacht, den Geheimdiensten und der SS vertreten. Über die schon lange bestehenden orientalistischen Vereinigungen, wie die Deutsche Morgenländische Gesellschaft, konnte die  wissenschaftliche Elite schnell mobilisiert werden. Dies war schon zu Zeiten des deutschen Kolonialismus und Imperialismus, einschließlich des Ersten Weltkrieges, geschehen.

## Verfolgung und Emigration
Entlassungen, NS-Gesetze, Habilitations- und Lehrverbote, tatsächliche oder angedrohte Verschleppung in Konzentrationslager, Enteignungen und physische Gewalt waren für die Emigrationswellen ausschlaggebend. Fast alle Orientalisten, die in der Zeit des Nationalsozialismus ihre Arbeit verloren, gingen daraufhin ins Ausland. Für andere, die gerade ihr Studium abschlossen, war der Beginn einer Karriere unter den gesellschaftlichen und gesetzlichen Bedingungen nicht möglich. Die deutschen Orientalisten wanderten vor allem in die USA (u. a. Gustav Edmund von Grunebaum, Ernst Herzfeld), nach England (u. a. Joseph Schacht, Paul Kahle, Richard Rudolf Walzer) und in die Türkei (u. a. Hans Ludwig Gottschalk) aus. Von den wenigen entlassenen Orientalisten, die in Deutschland wohnhaft blieben, wurden einige zu Opfern der Konzentrationslager (u. a. Hedwig Klein, Fritz Wolff, Arthur Spanier).

## Nach 1945
Dieselben Personen, die inhaltlich, organisatorisch und institutionell den orientalistischen Diskurs der Jahre 1933–45 bestimmt hatten, besetzten auch nach 1945 die relevanten Stellen an den Universitäten und Akademien.
Selten bemühte man sich um die Rückkehr der Emigranten.